# Jannik Bjerrum
Jannik Bjerrum, född 5 april 1909, död 29 augusti 1992, var en dansk kemist. Han var från 1948 professor i kemi vid Köpenhamns universitet. Han invaldes 1969 som utländsk ledamot av svenska Vetenskapsakademien.

## Utmärkelser
- Riddare av Dannebrogorden,  1955[4]
- Riddare av första klass av Dannebrogorden,  1963[4]
- Kommendör av Dannebrogorden,  1977[4]

[Redigera Wikidata]